# Estelas

Berlenga Grande und die Ilhas Estelas

Die Estelas oder Ilhas Estelas sind eine portugiesische Inselgruppe im Atlantischen Ozean innerhalb des größeren Archipels der Berlengas vor der Stadt Peniche.
Die unbewohnten Inseln liegen westlich der Hauptinsel Berlenga Grande und weisen die gleiche geologische Struktur auf: granitenes Intrusionsgestein. 
Die größten Inseln heißen:
- Ilha Estela
- Ilha Edralão
- Meda do Sul
- Meda do Norte

Koordinaten: 39° 25′ 23″ N, 9° 32′ 0″ W